# ガスパール・コエリョ
ガスパール・コエリョ（Gaspar Coelho、 1530年 - 1590年5月7日）は、ポルトガル出身で戦国時代の日本で活動したイエズス会司祭、宣教師。イエズス会日本支部の代表（日本準管区長）をつとめた。

## 生い立ち
コエリョはポルトガルのポルトで生まれた。1556年にインドのゴアでイエズス会に入会し、わずか4年後、同会のアジア最高幹部アントニオ・デ・クアドロスのインド遠征に同行することになった。同地で司祭に叙階され、1572年（元亀3年）に来日。

## バテレン追放令前の情勢
コエリョは九州地方での布教活動にあたった。1581年（天正9年）に日本地区がイエズス会の準管区に昇格するとアレッサンドロ・ヴァリニャーノによって初代準管区長に任命された。1585年（天正13年）には宣教を優位に行いキリシタン大名を支援する為、フィリピンからの艦隊派遣を求めている。さらに日本全土を改宗した際には日本人を尖兵として、中国に攻め入る案を持っていた（この案は彼だけでなく多くの宣教師が共有していた）。

## 豊臣秀吉との関係
豊臣秀吉は1582年から1591年までの9年間の軍事行動によって日本を統一した。イエズス会の宣教師は1583年に秀吉の大阪に初めて到着、大阪城にはその後キリスト教に興味を持つ女性を含む多くの日本人がいた 。1586年（天正14年）には地区責任者として畿内の巡察を行い、3月16日に大坂城で豊臣秀吉に謁見を許され、日本での布教の正式な許可を得た。イエズス会への許可は、当時の仏教徒への許可より優遇されたものだった。
天正14年（1586年）3月 『日本西教史』によると、秀吉はガスパール・コエリョに対して、国内平定後は日本を弟豊臣秀長に譲り、唐国の征服に移るつもりであるから、そのために新たに2,000隻の船の建造させるとしたうえで、堅固なポルトガルの大型軍艦を2隻欲しいから、売却を斡旋してくれまいかと依頼し、征服が上手く行けば中国でもキリスト教の布教を許可すると言った。秀吉は明侵略だけでなく先駆衆にはインドに所領を与えて、インドの領土に切り取り自由の許可を与えるとした。
翌1587年（天正15年）6月19日、秀吉は仏教僧としてキリスト教との対立に動いていた施薬院全宗より讒言を受け、コエリョとの会食後、重臣達が出席した御前会議で布教責任者であるコエリョに、神社仏閣を破壊し、仏僧を迫害すること、ポルトガル商人が日本人を奴隷として海外に売ったことなどを詰問し、翌日にはバテレン追放令を発布した（発布された追放令には人身売買を禁止する文が前日の覚から削除されている）。『イエズス会日本年報・下』には「秀吉とイエズス会の日本支部準管区長を務めるガスパール・コエリョは、日本人奴隷の売買をめぐって口論になったのである」と書かれている。また日本人が売られる様子は、秀吉の右筆、元僧侶である大村由己の『九州御動座記』では、ポルトガル船内部の目撃情報や奴隷数については誇張があるものの、生々しく記されている。天正少年使節もモザンビークで日本人の男女が奴隷として売られているのを目の当たりにして憤っていたとの記録がある。
こうした日本人奴隷の資料とされるものは『デ・サンデ天正遣欧使節記』と『九州御動座記』に頼っているが、いずれの記録も歴史学の資料としては問題が指摘されている。『デ・サンデ天正遣欧使節記』は日本に帰国前の少年使節と日本にいた従兄弟の対話録として著述されており、両者の対話が不可能なことから、フィクションとされている。『デ・サンデ天正遣欧使節記』は宣教師の視点から日本人の道徳の退廃によって同国人を売ることやポルトガル商人を批判するために実際には存在しえない対話が掲載されている。
豊臣秀吉の功績を喧伝する御伽衆に所属した大村由己の執筆した『九州御動座記』は追放令発令（天正15年6月）後の天正15年7月に書かれており、キリスト教と激しく対立した仏教の僧侶の観点からバテレン追放令を正当化するために著述されており以下のような記述がある。
ポルトガル人が牛や馬を買い、生きたまま皮を剥いで素手で食べるとの記述については、ヨーロッパ人が化物だと決め付けることは東アジアでは一般的であるため、実際に目撃したものを著述したとは考えられない。記述にフィクションを含んでおり資料の正確性に問題があるとの指摘がなされている。
宣教師に対する誹謗中傷の中でも顕著なものに、人肉を食すというものがある。フェルナン・ゲレイロの書いた「イエズス会年報集」には宣教師に対する執拗な嫌がらせが記録されている。
さらに子どもを食べるために宣教師が来航し、妖術を使うために目玉を抜き取っているとの噂が立てられていた。仏教説話集『沙石集』には生き肝を薬とする説話があり仏教徒には馴染みのある説といえ、ルイス・デ・アルメイダ等による西洋医療に対する悪口雑言ともとれるが、『九州御動座記』にある宣教師が牛馬を生きたまま皮を剥いで素手で食べるとの噂とも共通するものがある。
また1587年6月18日付（伴天連追放令の前日）の11か条の「覚」は宣教師が朝鮮半島に日本人を売っていたと糾弾しているが、朝鮮半島との貿易は対馬宗氏の独占状態であり、グレゴリオ・デ・セスペデスが宣教師として初めて朝鮮半島を訪れたのは1593年である。
ポルトガルの奴隷貿易については、歴史家の岡本良知は1555年をポルトガル商人が日本から奴隷を売買したことを直接示す最初の記述とし、これがイエズス会による抗議へと繋がり1571年のセバスティアン1世 (ポルトガル王) による日本人奴隷貿易禁止の勅許につながったとした。岡本はイエズス会はそれまで奴隷貿易を廃止するために成功しなかったが、あらゆる努力をしたためその責めを免れるとしている。
コエリョ自身もヴァリニャーノが定めたキリシタン領主に過度の軍事援助を慎む方針を無視し、フスタ船を建造して大砲を積込み、更にはそれで平戸から出航し、博多にいる秀吉に見せるという行為を行った。高山右近や小西行長がこの行為を懸念し、コエリョにその船を秀吉に献上するように勧めたが、これに全く応じなかった。ヴァリニャーノやオルガンティノによると、バテレン追放令はコエリョのこうした挑発的な行為に主な原因を求められるとしている。追放令を受けたコエリョは大友宗麟や有馬晴信に対して、キリシタン大名を糾合して秀吉に敵対することを求め、自身もその準備に乗り出したが、有馬は小西と同様に彼を嫌っていたので実現しなかった。その後、コエリョはフィリピンへ援軍を求めたが拒否されると、次に1589年にマカオに使者を送って天正少年使節を伴って再来日を伺っていたヴァリニャーノに、各位に働きかけて大規模な軍事援助を求めるよう要請した。
その間、全国のイエズス会員たちを平戸に集結させ、公然の宣教活動を控えさせることにした。コエリョは1590年（天正19年）に肥前国加津佐で没した。ヴァリニャーノは彼の要請に驚き、彼が準備していた武器・弾薬を総て売り払い、日本で処分するのが不適当な大砲はマカオに送ることを命じている（ただしヴァリニャーノも程度の差こそあれ、かつては彼と同様にキリシタン大名へ支援することは考えていた）。
1591年、インド総督の大使としてヴァリニャーノに提出された書簡（西笑承兌が秀吉のために起草）によると、三教（神道、儒教、仏教）に見られる東アジアの普遍性をヨーロッパの概念の特殊性と比較しながらキリスト教の教義を断罪した。秀吉はポルトガルとの貿易関係を中断させることを恐れて勅令を施行せず、1590年代にはキリスト教を復権させるようになった。勅令のとおり宣教師を強制的に追放することができず、長崎ではイエズス会の力が継続し、豊臣秀吉は時折、宣教師を支援した。

## コエリョ没後の秀吉の外交政策
天正20年（1592年）6月、すでに朝鮮を併呑せんが勢いであったとき、毛利家文書および鍋島家文書によると、「処女のごとき大明国を誅伐すべきは、山の卵を圧するが如くあるべきものなり。只に大明国のみにあらず、況やまた天竺南蛮もかくの如くあるべし」とし、インドを含むアジア諸国への侵略計画を明らかにした。
1592年には豊臣秀吉はフィリピンに対して降伏と朝貢を要求した。秀吉は原田喜右衛門にフィリピン征服を任せたが、侵略の動機はフィリピンの黄金だったという。フィリピン侵略軍の規模についてはフィリピンには5、6千人の兵士しかおらず、そのうちマニラの警備は3、4千人以上だと知り、1万人で十分だと判断、10隻の大型船で輸送する兵士は5、6千人以下と決定したとの報告がフィリピンに伝わっている。豊臣政権はフィリピンの戦力を正確に把握しており、スペインが支配していたフィリピンへの侵略計画をたびたび表明した。
秀吉が宣教師に対して決定的に態度を硬化させるのは、秀吉による明と朝鮮侵略の試みが頓挫し、朝鮮・明との講和交渉が暗礁に乗る緊迫した国際情勢にあり、文禄4年（1595年）7月15日には秀次切腹と幼児も含めた一族39人の公開斬首が行われ、文禄5年/慶長元年1596年7月12日には慶長伏見地震で秀吉の居城である伏見城が倒壊（女﨟73名、中居500名が死亡）するなどの状況下、慶長元年（1596年）に起きたサン＝フェリペ号事件からのことである。
1597年2月に処刑された26聖人の一人であるマルチノ・デ・ラ・アセンシオンはフィリピン総督宛の書簡で自らが処刑されることと秀吉のフィリピン侵略計画について日本で聞いた事を書いている。「（秀吉は）今年は朝鮮人に忙しくてルソン島にいけないが来年にはいく」とした。マルチノはまた侵攻ルートについても「彼は琉球と台湾を占領し、そこからカガヤンに軍を投入し、もし神が進出を止めなければ、そこからマニラに攻め入るつもりである」と述べている。